# 17 Pułk Dragonów (Cesarstwo Niemieckie)
17 Wielkoksiążęcy Pułk Dragonów (1 Meklemburski) (niem. 1. Großherzoglich Mecklenburgisches Dragoner-Regiment Nr. 17)  – pułk kawalerii niemieckiej okresu Cesarstwa Niemieckiego.

## Charakterystyka
Pułk został sformowany 6 listopada 1819. Stacjonował w Ludwigslust . Wchodził w skład VIII Korpusu Armijnego .

 Wiosną 1914 był w strukturze 17 Brygady Kawalerii z 17  Dywizji Piechoty.
W wyniku mobilizacji, w sierpniu 1914 pułk osiągnął gotowość bojową i w składzie 17 Brygady Kawalerii z 4 Dywizji Kawalerii został wysłany na front zachodni.

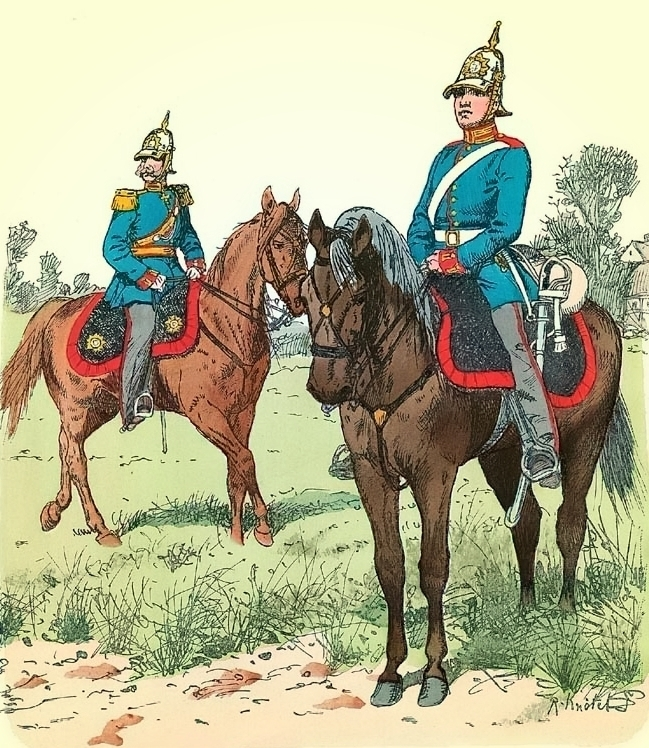
Dragoni pułku